# Стара Вода (округ Ґелниця)
Стара Вода (словац. Stará Voda (okres Gelnica), угор. Óvíz) — село, громада в окрузі Ґелніца, Кошицький край, Словаччина. Кадастрова площа громади — 3,28 км². Населення — 212 осіб (за оцінкою на 31 грудня 2017 р.).
Перша згадка 1828 року.

## Географія
Протікає річка Стара Вода.

## Населення
| Рік:            | 1994. | 2004.   | 2014.   | 2024.    |
| --------------- | ----- | ------- | ------- | -------- |
| Кількість осіб: | 229   | 240     | 219     | 182      |
| Різниця:        |       | +4,80 % | -8,75 % | -16,89 % |

| Рік:            | 2023. | 2024.   |
| --------------- | ----- | ------- |
| Кількість осіб: | 186   | 182     |
| Різниця:        |       | -2,15 % |